# Universidad de Morelia
Universidad de Morelia (UdeMorelia) La Universidad de Morelia es una Institución Privada de Nivel Superior ubicada en la ciudad de Morelia, en el estado de Michoacán, en México.
Ofrece estudios de Nivel Licenciatura, Diplomados, Especialidades y Posgrados, éstos estudios se encuentran divididos en cuatro áreas:
- Área de la Salud
- Área de Humanidades
- Área de Negocios
- Área de Tecnología y Diseño

Las licenciaturas se ofrecen en planes cuatrimestrales (terminación en 3 años) y planes semestrales (terminación en 4 años), además de planes semi-escolarizados y en línea. Cuenta con un departamento de idiomas, en el cual se imparten cursos de inglés y francés.
Los estudiantes de la Universidad de Morelia se han caracterizado por desarrollarse inmersos en un excelente ambiente universitario, tener acceso directo a vinculaciones con empresas y organizaciones que les permiten egresar con experiencia profesional y un gran número de actividades artísticas, deportivas y culturales que apoyan a su formación integral.

## Filosofía Institucional
- Lema: "Cada ser humano como principio, una sociedad libre como meta".
- Misión: Facilitar la formación de profesionales humanistas, íntegros y competitivos, a través de una vinculación eficaz con el entorno, y con apoyo de nuestros servicios académicos y administrativos.
- Visión 2017: La Universidad de Morelia es reconocida en la región porque:
  - Forma profesionales humanistas, íntegros y competitivos que contribuyen al desarrollo social, económico y político de su entorno.
  - Oferta estudios académicos de vanguardia, basados en el Constructivismo y fortalecidos con un enfoque Sistémico.
  - Promueve modelos exitosos de emprendimiento, labor comunitaria e investigación.
- Valores:
  - Humanismo: El ser humano es el promotor del desarrollo social, económico y político, a partir de la aceptación de sí mismo, el respeto a los semejantes y al entorno.
  - Competitividad: Obtención de resultados satisfactorios para nuestros beneficiarios, potenciando los recursos, el trabajo en equipo, la toma de decisiones y el auto liderazgo.
  - Integridad: Suma de cualidades humanas que se manifiestan en su actuar ordenado, honesto, justo y congruente.

## Historia
La Universidad de Morelia irrumpió en el campo educativo de México en 1994. Sus fundadores visualizaron una institución accesible, de excelencia académica y sentido humanista, que enriqueciera el campo profesional de Michoacán.
Se edificó sobre los antiguos muros que delimitaban el convento de Dieguinos (complejo que integraban el actual ex convento y Templo de San Diego), retomó parte de la infraestructura del Instituto de Estudios Superiores de Michoacán y emprendió la construcción de una propuesta universitaria oficialmente validada y plenamente reconocida.
La empresa consideró fundar carreras extraordinarias; además, se dispuso a una mejora permanente de sus programas académicos, así como a titular profesionales con las mejores herramientas y ventajas competitivas.
Así comenzó la construcción de una institución que no ha dejado de proponer, innovar y mejorar su oferta académica así como la calidad de sus servicios. Desde entonces son una universidad en constante evolución.

## Presente
La Universidad de Morelia apuesta por los instrumentos profesionales que conforman los principales medios de recreación, comunicación e interacción digital con los que opera el mundo contemporáneo.
Actualmente ofertan nueve licenciaturas, una ingeniería y dieciséis posgrados, así como la colocación efectiva y exitosa de sus egresados, el prestigio de académicos y programas de estudio, actividades de emprendimiento y programas de actualización profesional como diplomados, seminarios y talleres.

## Ciencias de la Salud

### Licenciaturas

#### Licenciatura en Cultura Física y Deporte
Un Licenciado en Cultura Física y Deporte es un profesional con capacidades docentes, de investigación y administración de programas y actividades de educación física, recreación, deportes y entrenamiento que promuevan e incidan en la salud y cultura física de la población.

#### Licenciatura en Ciencias de la Nutrición
Un Licenciado en Nutrición es un profesionista competente con una formación integral, enfocado a prevenir y mejorar la salud de las personas, el bienestar, la calidad de vida y su productividad a través de sus hábitos alimenticios y el ejercicio físico.

#### Licenciatura en Psicología (escolarizada/ semiescolarizada)
Un Licenciado en Psicología es un profesionista especializado que conoce y aplica los fundamentos teóricos, prácticos y metodológicos de la psicología social, clínica, laboral y educativa, a través del estudio de las diferentes teorías e instrumentos científicos, con la finalidad de promover el crecimiento y desarrollo humano en los diversos sectores de la población.

### Maestrías

#### Maestría en Nutrición Humana
Un Maestro en Nutrición Humana es un profesional de la nutrición con una visión panorámica de todas las aristas de la Nutrición Humana, capaz de integrar el conocimiento multidisciplinario para poder abordar los problemas relacionados con la nutrición, tanto a nivel individual como comunitario.

#### Maestría en Psicología Clínica
Un Maestro en Psicología Clínica es un profesional capacitado para la generación del conocimiento, la aplicación de estrategias terapéuticas para la comprensión y mejoramiento del funcionamiento y bienestar físico y psicológico del individuo.

#### Maestría en Entrenamiento y Gestión Deportiva
Un Maestro en Entrenamiento y Gestión Deportiva  es un especialista con competencias administrativas, de gestión y habilidades directivas, necesarias para dirigir y establecer metas en la organización y desarrollo de eventos en la industria de la Cultura Física y Deporte.

## Humanidades

### Licenciaturas

#### Licenciatura en Historia del Arte
Un Licenciado en Historia del Arte es un profesional capaz de comprender, valorar y promover las manifestaciones de la cultura artística, universal y mexicana mediante la investigación, el análisis y la crítica de la misma, con la finalidad de preservar la identidad nacional, así como difundir y fomentar el desarrollo cultural del país.

#### Licenciatura en Dirección Periodística y Producción Audiovisual
Un licenciado en Dirección Periodística y Producción Audiovisual, es un profesionista con vocación, ética directiva y emprendedora, capaces de innovar en la producción audiovisual y expresión de contenidos informativos a través de la integración del lenguaje audiovisual y las nuevas tecnologías.

#### Licenciatura en Turismo Cultural
Un Licenciado en Turismo Cultural es un profesionista con una formación integral que le permite dar a conocer, preservar y disfrutar el patrimonio cultural y turístico de nuestro país, desde una perspectiva de mercados para la satisfacción del cliente, la conservación del patrimonio turístico y el desarrollo económico y social de las comunidades.

### Especialidades

#### Especialidad en Periodismo Político
Un Especialista en Periodismo Político es un profesional capaz de investigar, reflexionar y difundir, con un amplio sentido ético y responsabilidad social, cualquier información relacionada con la comunicación política.

### Maestrías

#### Maestría en Historia del Arte
Un Maestro en Historia del Arte es un especialista altamente calificado en el trabajo educativo y en la cultura artística, con calidad y pertinencia social. Comprometido con la investigación, conservación y promoción del arte.

#### Maestría en Turismo Sustentable
Un Maestro en Turismo Sustentable es un profesional capaz de analizar, conceptualizar y comprender las necesidades económicas, sociales y medio ambientales desde una perspectiva holística,  que le permitan generar propuestas innovadoras viables en turismo sustentable.

#### Maestría en Investigación Multidisciplinaria
Un Maestro en Investigación Multidisciplinaria es un especialista altamente competitivos en el diseño, ejecución y evaluación de proyectos investigativos desde lo epistémico, a la aplicación de las Tic´s, en perspectiva metodológica cuantitativo, cualitativo y mixto.

## Negocios

### Licenciaturas

#### Licenciatura en Administración de Empresas (escolarizada/ en línea)
Un licenciado en Administración de Empresas tiene la visión de crear, gestionar y dirigir con eficiencia: organizaciones, capital humano, tecnología y recursos materiales. Sabe organizar todo tipo de empresas públicas o privadas.

#### Licenciatura en Negocios Internacionales
Un Licenciado en Negocios Internacionales es un profesionista comprometido, capaz de desarrollar y aplicar estrategias de negocios en un contexto global, sensible a la forma en que los aspectos económicos, políticos, legales, sociales y culturales del entorno internacional, impactan el desarrollo de los mismos.

### Especialidades

#### Especialidad en Gestión Empresarial
Un Especialista en Gestión Empresarial es un profesional altamente calificado en el trabajo corporativo e institucional en las diversas áreas de la administración pública o privada, así como el dominio eficiente de las normas jurídicas en cuestión laboral, empresarial y social.

#### Especialidad en Operación Aduanera
Un Especialista en Operación Aduanera es un profesional que teniendo como referencia y objetivo de estudio la realidad regional, conoce y comprende los elementos teórico-prácticos que rigen la operación de aduanas como elemento clave del comercio internacional.

### Maestrías

#### Maestría en Gestión Estratégica de los Negocios Internacionales
Un Maestro en Gestión Estratégica de los Negocios Internacionales es un especialista  capaz de generar proyectos de desarrollo sustentable, marketing internacional y estrategias para mejorar la competitividad, procesos de internacionalización e innovación tecnológica, cadena de suministros y logística internacional.

## Tecnología y Diseño

### Licenciaturas

#### Licenciatura en Medios Interactivos
Un Licenciado en Medios Interactivos es un profesionista capaz de desarrollar, crear y evaluar proyectos de diseño, cinematografía, animación y producción para los medios digitales que permiten a los usuarios interactuar con otros usuarios o con el propio medio con el propósito de entretenimiento, información y educación. Dominando aspectos técnicos y creativos del arte digital.

#### Ingeniería en Videojuegos
Un Ingeniero en Videojuegos es un profesional capaz de participar activa y propositivamente en la industria del entretenimiento interactivo, a través del desarrollo de modelos matemáticos, físicos, de programación y de gameplay. Es un Ingeniero moderno, con excelentes capacidades tecnológicas y capaz de programar inteligencia artificial para producir Propiedad Intelectual que se ejecute en las diversas consolas que existen.

### Maestrías

#### Maestría en Arte Digital y Efectos Visuales VFX
Un Maestro en Arte Digital y Efectos Visuales VFX es un especialista altamente calificado en el trabajo de preproducción, producción y posproducción de contenidos artísticos digitales para las industrias del entretenimiento y medios interactivos.

#### Maestría en Tecnologías de la Información
Un Maestro en Tecnologías de la Información es un profesional capaz de insertarse en industria de T.I., no solo como profesional talentoso en conceptos técnicos sino además como líder en el área de Sistemas de la Información, cubriendo las necesidades actuales de nuestra región y en general de la industria de T.I. en México.

#### Maestría en Desarrollo y Diseño de Videojuegos
Un Maestro en Diseño y Desarrollo de Videojuegos es un profesional especializado en el área de videojuegos, capaz de utilizar los procesos, herramientas y metodologías de producción de vanguardia para crear proyectos exitosos en la industria del entretenimiento interactivo.

## Doctorado

#### Doctorado en Tecnología Educativa con Enfoque Sistémico
Un doctor en Tecnologías de la Educación con Enfoque Sistémico es un especialista en el dominio de conocimientos teórico-prácticos de la disciplina aplicada a la investigación, pudiendo desempeñarse como investigadores, formadores, y/o desarrolladores de proyectos educativos innovadores para instituciones públicas o privadas del estado y del país.

## Vinculación Profesional Permanente
En la Universidad de Morelia por medio del programa de Vinculación se complementa la formación académica mediante diversas actividades que aportan experiencia profesional a los alumnos.
- La Vinculación es la oportunidad de relacionarse con un amplio universo (empresas privadas, instituciones de gobierno, organismos de asistencia social, proyectos productivos, etc.) donde los estudiantes pueden aplicar de manera vivencial lo que han aprendido en el salón de clases, lo cual brinda muchos beneficios para su formación profesional y personal.
- Se realiza con diversas actividades que desarrollan desde el primer año y hasta que terminan su carrera, incrementando gradualmente sus conocimientos prácticos sobre su área de estudio y forjando relaciones que facilitarán su incorporación al mundo laboral.

| Modalidad                           | Características |
| ----------------------------------- | --- |
| 1.ª Vinculación de observación      | Visitas empresariales, para observar al profesional en el entorno laboral; así como conferencias testimoniales de profesionales emprendedores para conocer sus experiencias. |
| 2.ª Estadías de capacitación        | Actividades prácticas de acompañamiento a un profesional dentro de una institución que brinde la capacitación necesaria para la realización de las mismas.                   |
| 3.ª Estadías de ayudantía           | Participación en proyectos específicos de una institución dónde las actividades desempeñadas tengan un mayor nivel de autonomía y complejidad.                               |
| 4.ª Prestación del servicio social. | Participación en programas oficiales autorizados por la Comisión Ejecutiva de Servicio Social de Gobierno del Estado.                                                        |

## Vinculación Internacional
La Universidad de Morelia vincula con experiencias en el extranjero, ya sea mediante el programa de intercambios estudiantiles o a través de programas de voluntariado internacional, en las que se obtiene una experiencia invaluable que ayuda a ampliar la visión del mundo de sus estudiantes, enriquecer los conocimientos y elevar el nivel de competitividad a nivel internacional.
El programa de intercambios estudiantiles tiene como objetivo principal fomentar el interés de los estudiantes por la vinculación académica y cultural en otros países, cursando un cuatrimestre o semestre de estancia en alguna Universidad en el extranjero con las cuales se tienen convenio.
Actualmente la Universidad de Morelia tiene convenios con las siguientes universidades extranjeras:
| Institución                                                  | País      |
| ------------------------------------------------------------ | --------- |
| Universidad del Museo Social Argentino                       | Argentina |
| Universidad de la Cuenca del Plata                           | Argentina |
| Universidad Autónoma de Asunción                             | Paraguay  |
| Universidad Metropolitana de Ciencias y Tecnologías          | Panamá    |
| Instituto Superior de Estudios Psicológicos                  | España    |
| Sociedad Española de Dietética y Ciencias de la Alimentación | España    |

## Galería de fotos

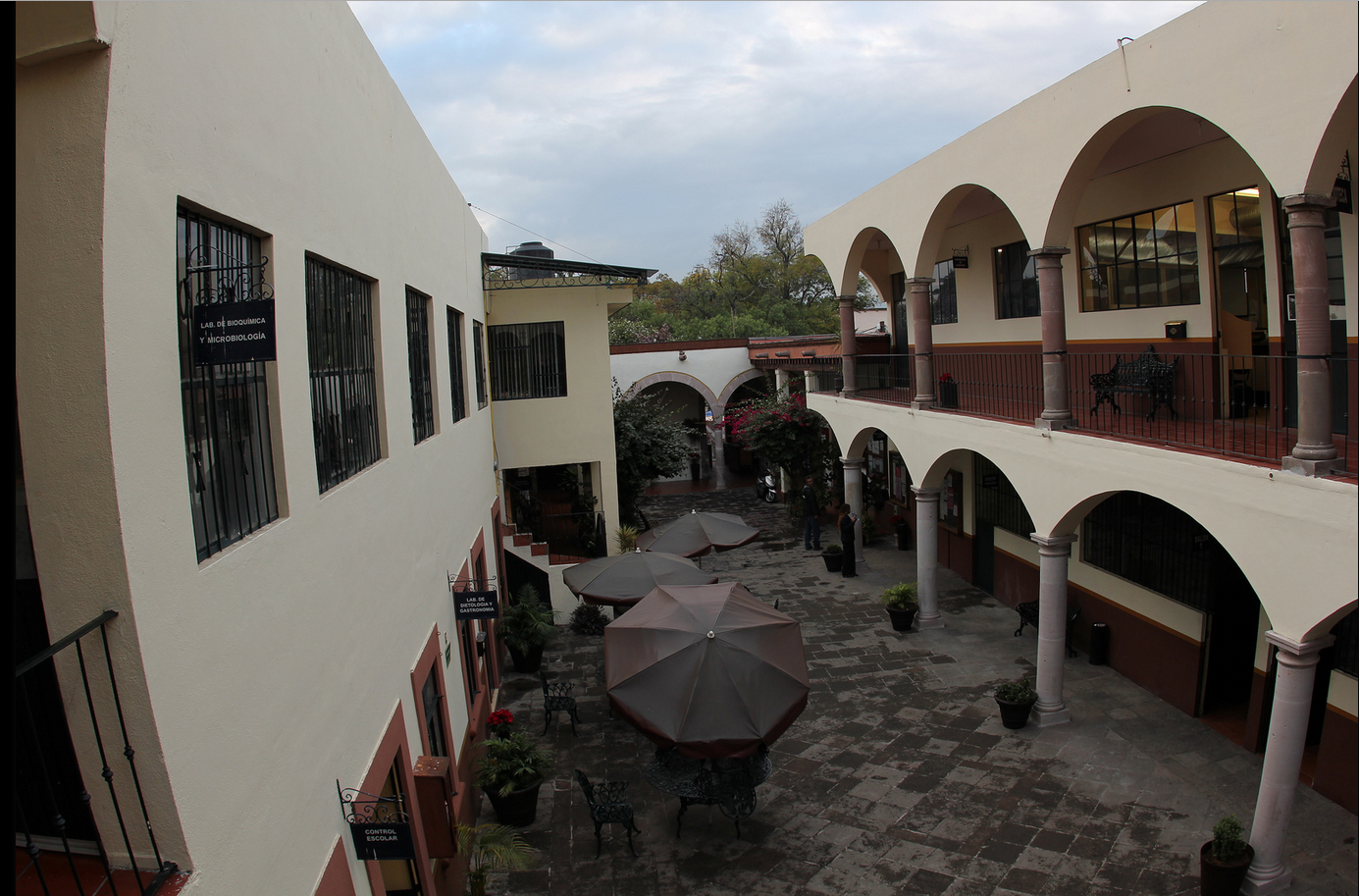
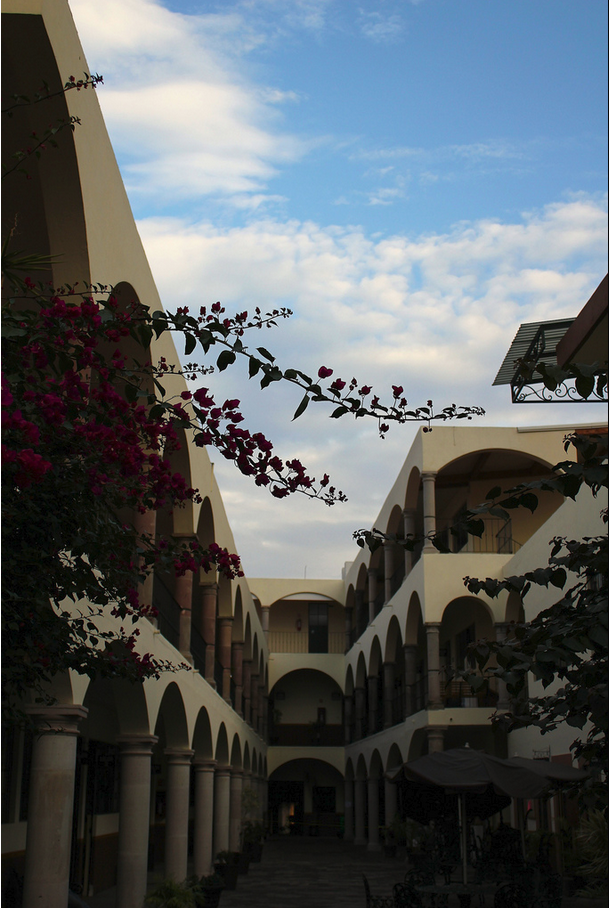
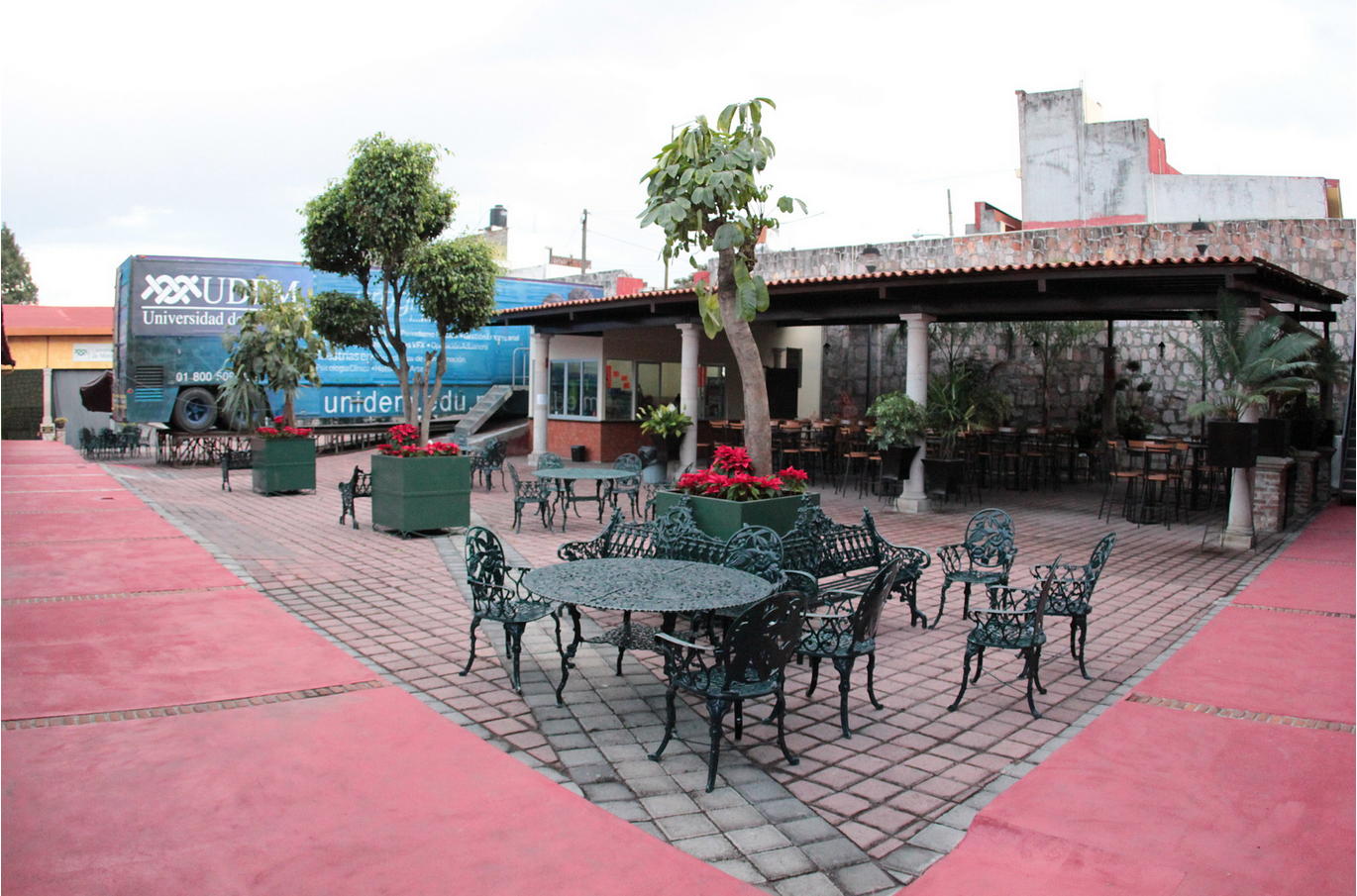
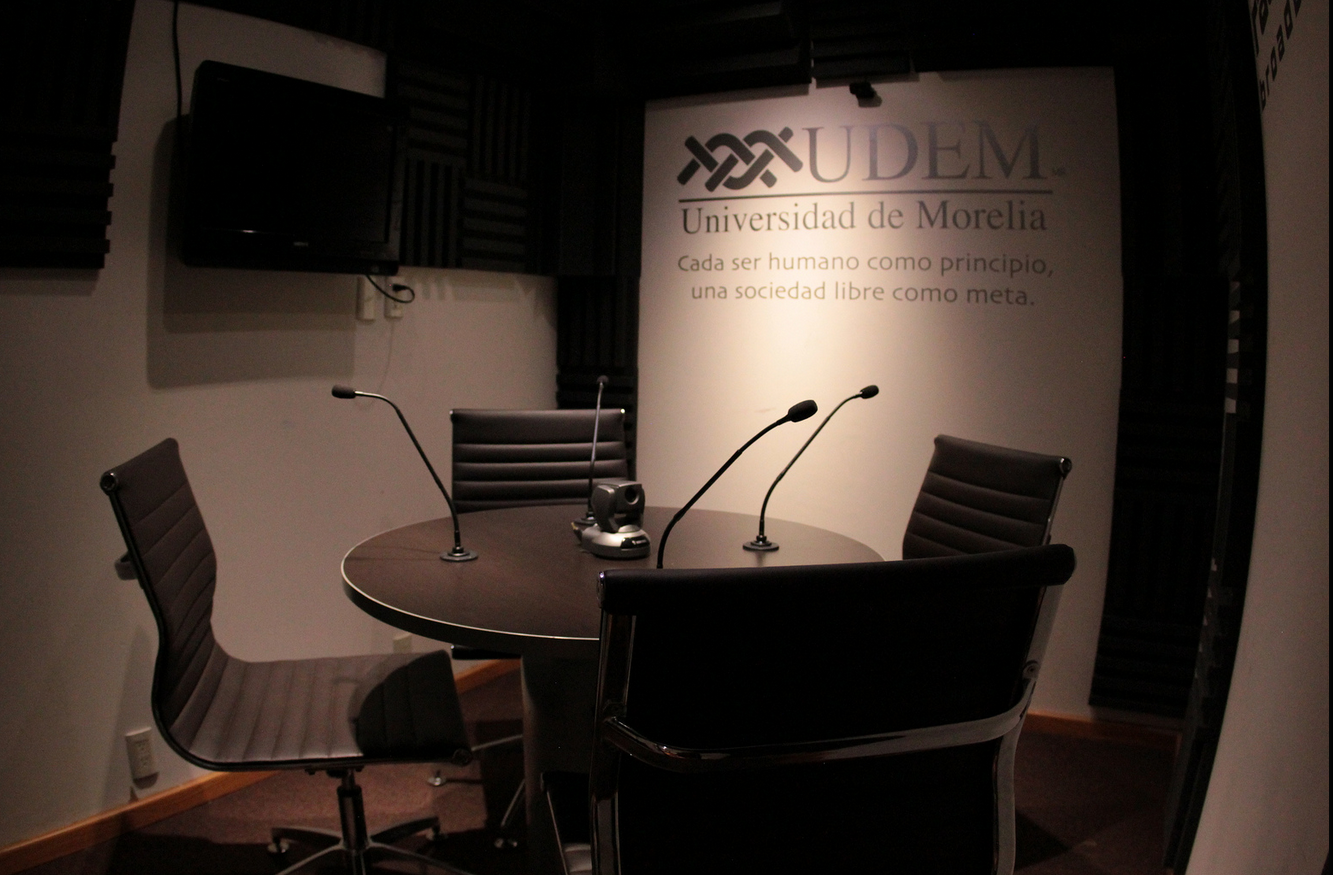
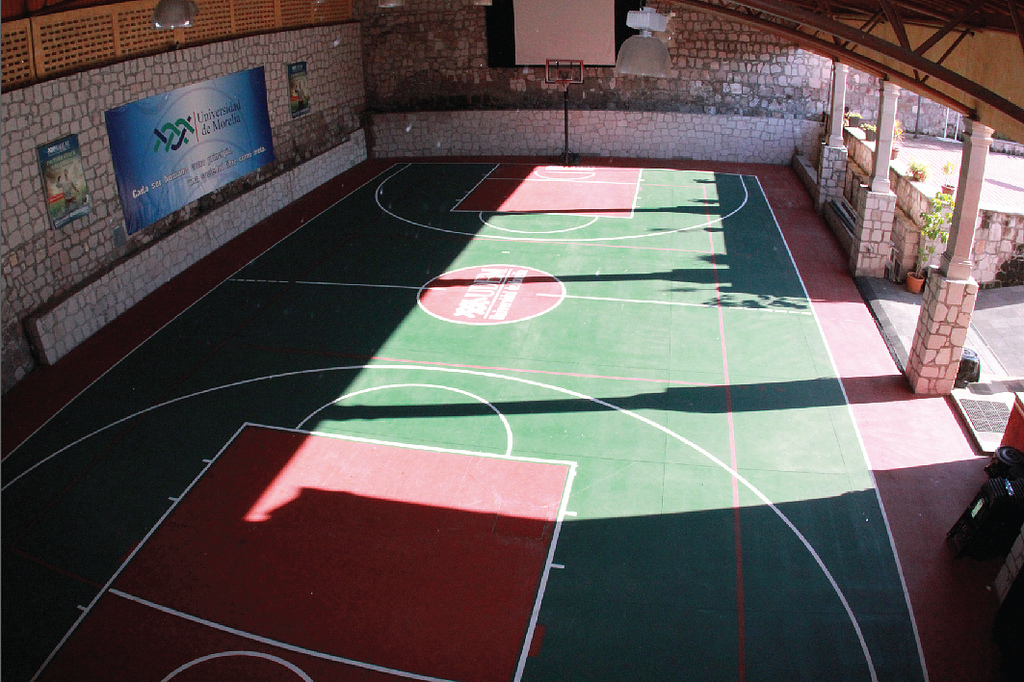
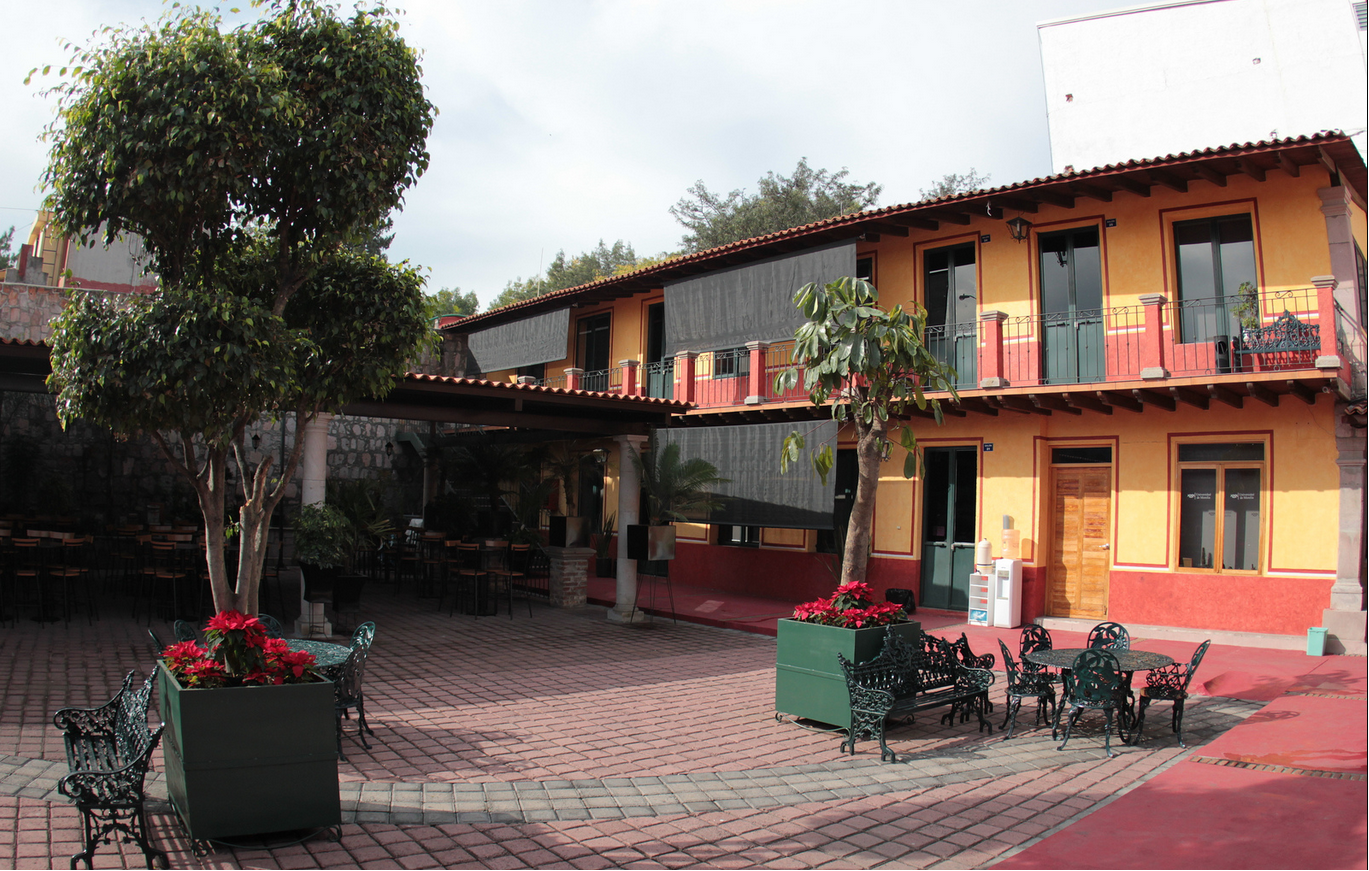
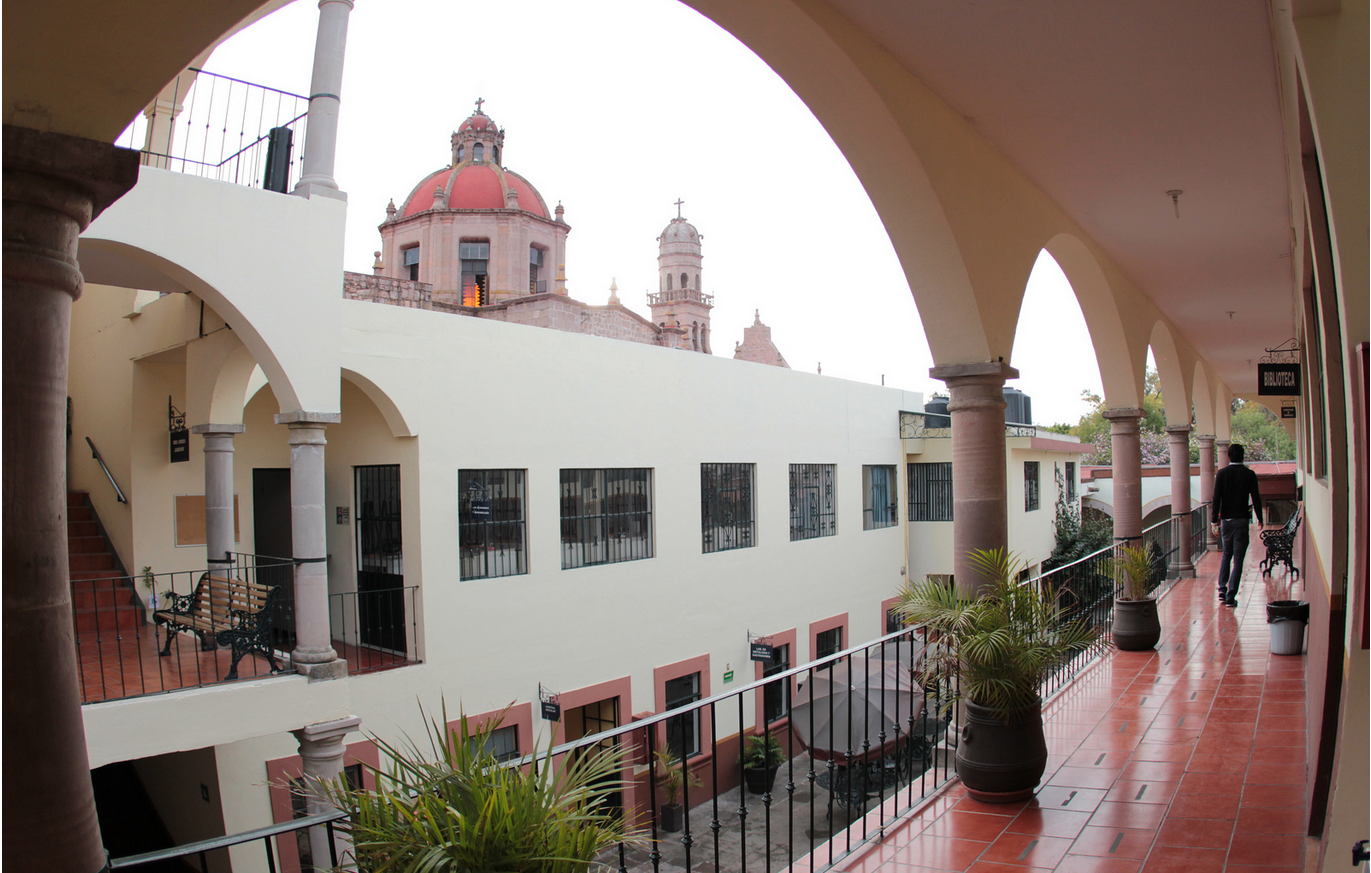
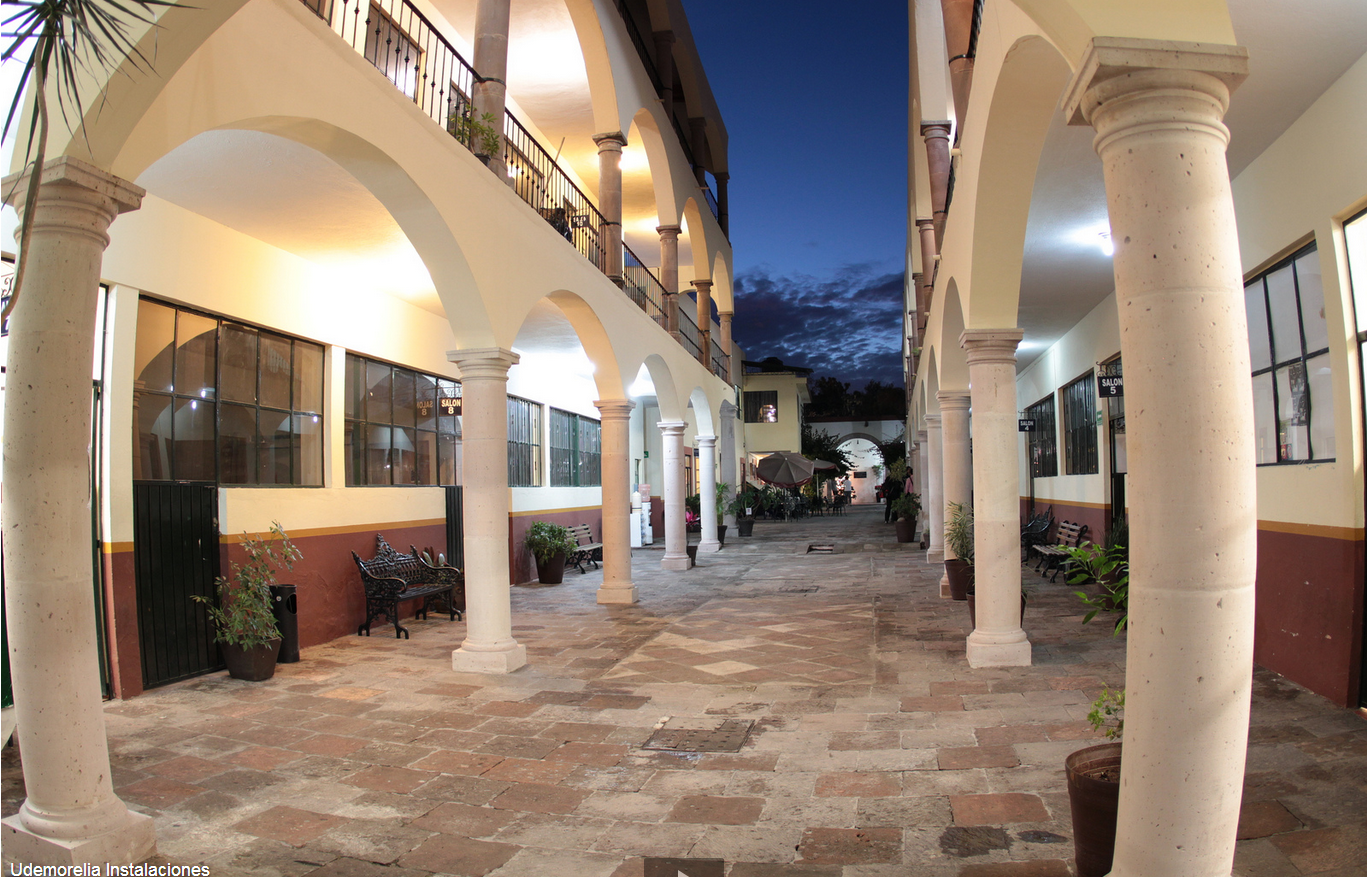
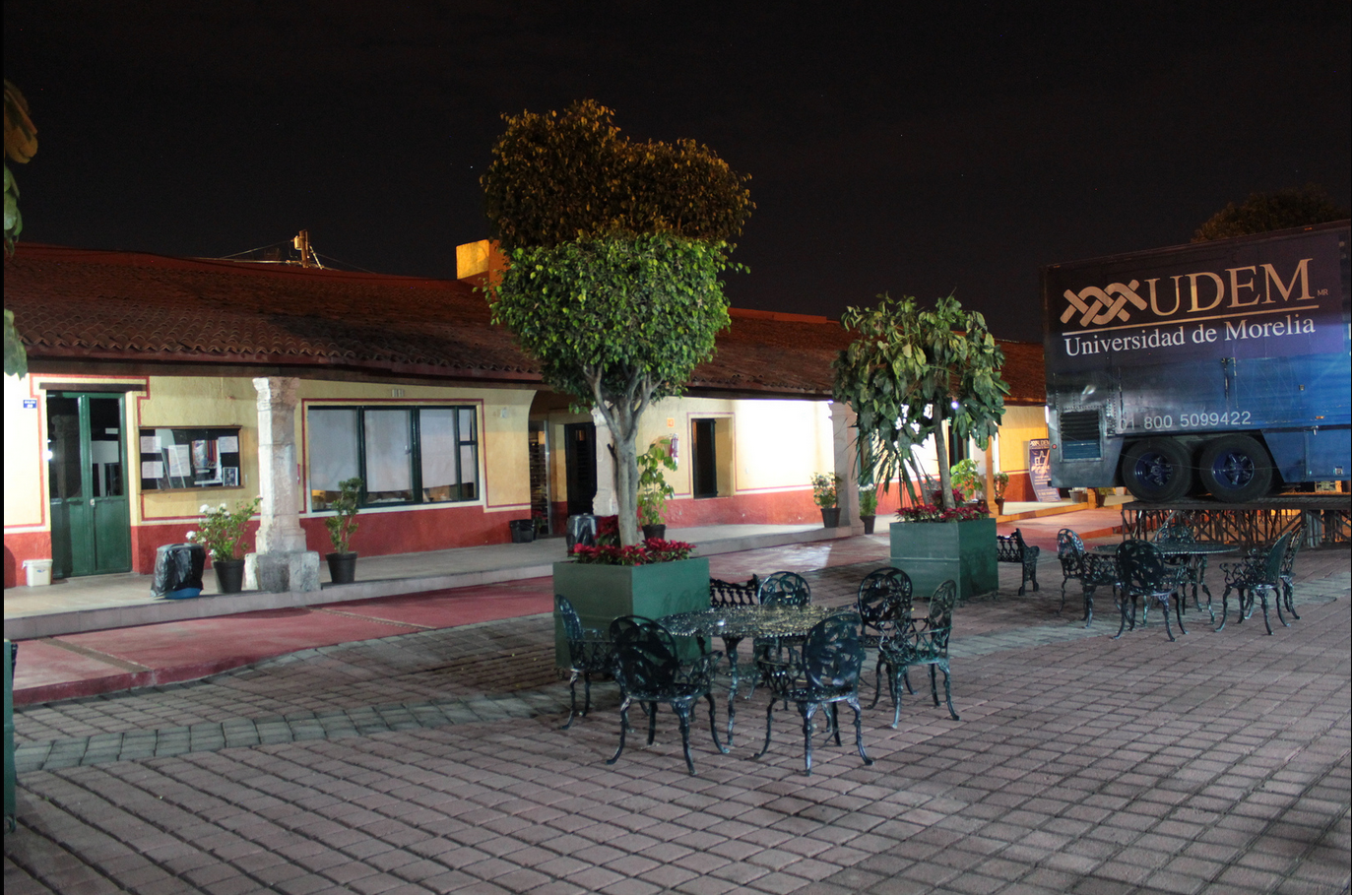

## Revista Babel
Revista de carácter general publicada por la Universidad de Morelia
- Volumen 1, Historia del Arte, publicada en septiembre de 2013
- Volumen 2, Psicología, publicada en enero de 2014
- Volumen 3, Administración, Publicada en mayo de 2014
- Volumen 4, Periodismo, Publicada en octubre de 2014

Para descargar los volúmenes de la Revista Babel da click aquí Revista Babel